# كاري فيشر
كاري فرانسيس فيشر  (بالإنجليزية: Carrie Frances Fisher)‏ (ولدت في 21 أكتوبر 1956 - 27 ديسمبر 2016) هي ممثلة وروائية وكاتبة سيناريو وفتاة أداء أمريكية، هي معروفة بدور الأميرة ليا في ثلاثية حرب النجوم الأصلية، وحرب النجوم الحلقة السابعة.

## وفاتها
توفيت كاري فيشر في 27 ديسمبر 2016 بعد تعرضها إلى نوبة قلبية خلال رحلة جوية من لندن إلى لوس أنجلوس، ونقلت على إثرها إلى المستشفى.

## وصلات خارجية
- الموقع الرسمي
- كاري فيشر على موقع IMDb (الإنجليزية)
- كاري فيشر على موقع الموسوعة البريطانية (الإنجليزية)
- كاري فيشر على موقع روتن توميتوز (الإنجليزية)
- كاري فيشر على موقع مونزينجر (الألمانية)
- كاري فيشر على موقع ألو سيني (الفرنسية)
- كاري فيشر على موقع ميوزك برينز (الإنجليزية)
- كاري فيشر على موقع تيرنر كلاسيك موفيز (الإنجليزية)
- كاري فيشر على موقع أول موفي (الإنجليزية)
- كاري فيشر على موقع بوكس أوفيس موجو (الإنجليزية)
- كاري فيشر على موقع قاعدة بيانات برودواي على الإنترنت (الإنجليزية)
- Working the Edge, a 1990 انترتينمنت ويكلي cover story profiling Fisher